# Herbert Mende
Pour les articles homonymes, voir Mende (homonymie).
Herbert Mende, né le 9 février 1939 à Ligota Tułowicka et mort le 10 mars 1968 à Potsdam, est un citoyen est-allemand et une victime du Mur de Berlin. Bien qu'il n'ait pas voulu fuir la RDA et passer à Berlin-Ouest, un garde-frontière lui tire dessus alors qu'il se trouve à proximité du Mur, lui occasionnant de sévères blessures qui entraîneront un handicap, et quelques années plus tard sa mort à l'âge de 29 ans.

## Biographie
Sa famille est originaire de Silésie et vit à Potsdam depuis 1957. Herbert travaille dans le bâtiment comme maçon et poseur. Le samedi 7 mai 1962, il sort danser dans une discothèque qui se trouve non loin du pont de Glienicke, lieu de passage entre la RDA et Berlin-Ouest qu'il est strictement interdit de traverser sans autorisation et fortement gardé par les troupes frontalières est-allemandes. Peu après minuit, Herbert, qui est alcoolisé, sort de la discothèque et cherche où prendre le dernier bus pour rentrer chez lui. En passant près de la barrière du pont, il demande le chemin de l'arrêt de bus à un douanier qui lui indique le chemin. Herbert s'éloigne de la frontière et marche vers l'arrêt de bus. Il croise une patrouille de la police populaire qui effectue un contrôle d'identité, mais il n'a pas ses papiers. Les policiers veulent le conduire au poste de police du district pour de plus amples vérifications, et l'emmènent d'abord à un petit poste près de la barrière du pont de Glienicke, où il doit attendre qu'on passe le chercher pour l'emmener au poste. Cela équivaut à une garde à vue mais Herbert ne l'a pas compris. Un peu plus tard, son bus arrive au terminus puis fait demi-tour. Herbert ne veut pas le rater et demande aux policiers s'il peut aller le prendre. En l'absence de réponse, il court vers le bus. Il ne se dirige alors pas vers la frontière, mais en direction du territoire est-allemand. Un policier crie alors aux douaniers « Tirez ! Tirez ! ». Après un tir de sommation du garde, Herbert reçoit deux balles dans le dos et s'effondre. Transporté dans un hôpital de Potsdam,  un médecin empêche qu'on le transfère dans un hôpital militaire. Grièvement blessé, il devient invalide à 23 ans. Pour cela, il obtient une pension d'invalidité de 124 marks en 1963. Après deux ans d'hospitalisation, il rentre chez lui et sa mère doit s'arrêter de travailler pour s'occuper de lui. La famille entame une longue bataille pour diverses indemnisations, obtenues finalement en 1966. Il meurt de ses blessures après de longues souffrances le 10 mars 1968 à l'Hôpital St. Josef.
Les autorités est-allemandes parlent d'un « accident » à la famille, les policiers sont considérés comme n'ayant commis aucune faute, et le Parquet militaire de RDA nie toute faute du douanier auteur des tirs et refuse l'ouverture d'une enquête. Pourtant, un rapport interne de l'époque émanant du Ministère de l'Intérieur critique l'action des policiers, le manque de coordination des forces de l'ordre et conclut que le tir n'était pas nécessaire. Par ailleurs, le père d'Herbert, qui a eu accès à des éléments du dossier, s'est aperçu que les policiers n'auraient jamais dû le ramener dans la zone frontalière.
Après l'effondrement de la RDA, le père d'Herbert engage à plusieurs reprises des procédures judiciaires contre le tireur, procédures rejetées à la fin des années 1990, au motif que la volonté de tuer n'était pas démontrée.